# ГЕС Увдал І
ГЕС Увдал І (норв. Uvdal I kraftverk) — гідроелектростанція в південній частині Норвегії, за 115 кілометрів на північний захід від Осло. Розташовуючись перед ГЕС Увдал ІІ, становить верхній ступінь гідровузла у сточищі річки Uvdalselve, правої притоки Нумедалслоген (у місті Ларвік впадає до затоки Богус, котра належить до протоки Скагеррак).
Забір ресурсу для роботи станції починається в озері Tjorngroan, розташованому на річці Ormtjornbekken (ліва притока Toddola — верхньої течії згаданої нещодавно Uvdalselve). Звідси на відмітці 1140 метрів НРМ провадиться відбір води до тунелю довжиною понад 2 км, прокладеного в південно-західному напрямку до озера Tøddølvatnet/Skarvsvatnet (дренується самою Toddola). В останньому починається другий тунель довжиною понад 12 км, який має південний напрямок та початкову відмітку в 1101 метр НРМ. На своєму шляху він отримує поповнення з водозабору на річці Krukeae (верхня течія Jonndalsae, правої притоки Uvvdalsae) та завершується в озері Vikvatn (належить до течії Olmosae — ще однієї правої притоки Uvvdalsae).
З Vikvatn вода природним шляхом надходить до сховища Sonstevatn, первісно утвореного за допомогою зведеної на Olmosae кам'яно-накидної греблі висотою 44 метри, довжиною 320 метрів та шириною по гребеню 10 метрів, яка потребувала 500 тис. м3 матеріалу. В 2012—2014 роках з метою підсилення рівня безпеки споруду наростили на 1,9 метра, при цьому довжина зросла до 350 метрів, а ширина до 13,6 метра. Проект потребував 130 тис. м3 матеріалу і не призвів до змін рівня води у сховищі — цей показник так і залишився в діапазоні від 1029 до 1060 метрів НРМ, що забезпечує корисний об'єм 220 млн м3. Сховище поглинуло три озера — Mevatne, Sønstevatn та Sigurd Tjønn, на які розпадається при здреновуванні до нижнього рівня.
До Sonstevatn надходить додатковий ресурс із водозаборів на озерах Damtjern (дренується Imongbekken, правою притокою Uvvdalsae, яка впадає в неї вище від Olmosae) та Lortetjonne (звідси витікає мала ліва притока Olmosae). В обох випадках прокладені короткі тунелі (до притоки Sonstevatn або самого Sonstevatn відповідно), а відбір води до них відбувається на позначках 1223 (Damtjern) та 1062 (Lortetjonne) метрів НРМ.
Від Sonstevatn через правобережний гірський масив Uvvdalsae прямує головний дериваційний тунель довжиною понад 7 км, який на своєму шляху також приймає ресурс з двох її приток — Loyngardae та Tverrae (в останньому випадку прокладено короткий тунель-відгалуження).
Споруджений у підземному виконанні машинний зал обладнали двома турбінами типу Пелтон потужністю по 46 МВт, які при напорі у 585 метрів забезпечують виробництво 290 млн кВт-год електроенергії на рік.
Відпрацьована вода по відвідному тунелю довжиною 5,2 км транспортується в Uvvdalsae, звідки спрямовується на ГЕС Увдал ІІ (скидає воду в озеро Norefjorden перед ГЕС Mykstufoss).